# إدوين وايت
إدوين وايت (بالإنجليزية: Edwin White)‏ هو رسام أمريكي، ولد في 21 مايو 1817 في South Hadley, Massachusetts ‏ في الولايات المتحدة، وتوفي في 7 يونيو 1877 في ساراتوغا سبرينغس في الولايات المتحدة.